# 도야마 료
도야마 료(일본어: 外山 凌, 1994년 7월 29일~)는 일본의 축구 선수이다.

## 구단 경력
그는 2017년 J2리그의 미토 홀리호크에 입단했다. 2018년 8월 J3리그의 블라우블리츠 아키타로 임대 이적했다. 2019년 미토 홀리호크로 복귀했다. 2020년까지 미토 홀리호크에서 74경기에 출전하여, 2득점을 넣었다. 2021년 J2리그의 마쓰모토 야마가 FC로 이적했다. 2022년후 J3리그에 강등했다. 2023년부터 2024년까지 J2리그의 도쿠시마 보르티스와 가고시마 유나이티드 FC에서 뛰었다. 2025년 J3리그의 FC 기후로 이적했다.